# Variable (matemàtiques)
Una variable és un valor que pot canviar dins de l'àmbit d'un problema o conjunt d'operacions. És fonamental a les matemàtiques i les seues aplicacions.
En contrast, una constant (especialment a algoritmes) és un valor que roman inalterat, sigui conegut o desconegut, determinat o indeterminat. Una "constant" en aquest context no deu confondre's amb una constant matemàtica o física, com el nombre π o la força de la gravetat a la Terra, que són nombres o valors, respectivament, específics.

## Etimologia
"Variable" prové d'un mot llatí, variābilis, amb "vari (us)" que significa "diversos" i "-ābilis" que significa "-able", que significa "capaç de canviar".

## Tipus de variables
Les variables poden subclassificar-se en dependents i independents. Les variables dependents són les que canvien a conseqüència de canvis d'altres valors del sistema. Les independents són les que es consideren entrades (inputs) al sistema i poden prendre valors lliurement.

## Gènesi i evolució del concepte
Al segle vii, Brahmagupta va utilitzar diferents colors per representar les incògnites en equacions algebraiques a la Brāhmasphuṭasiddhānta. Una secció d'aquest llibre es diu "Equacions de diversos colors".
A finals del segle xvi, François Viète va introduir la idea de representar nombres coneguts i desconeguts per lletres, actualment anomenades variables, i de computar-los com si fossin números, per obtenir el resultat per una simple substitució. La convenció de Viète era utilitzar consonants per a valors coneguts i vocals per a incògnites.
El 1637, René Descartes "va inventar la convenció de representar incògnites en equacions per x, y, i z, i coneguts per a, b, i c". Contràriament a la convenció de Viète, Descartes encara es fa servir.
A partir de la dècada de 1660, Isaac Newton i Gottfried Wilhelm Leibniz van desenvolupar de manera independent el càlcul infinitesimal, que consisteix essencialment a estudiar com una variació infinitesimal d'una quantitat variable indueix una variació corresponent d'una altra quantitat que és funció de la primera variable (quantitat). Gairebé un segle després Leonhard Euler va arreglar la terminologia del càlcul infinitesimal i va introduir la notació y = f (x) per a una funció f, la seva variable x i el seu valor y. Fins a finals del segle xix, la paraula variable es referia gairebé exclusivament als arguments i als valors de les funcions.
A la segona meitat del segle xix, semblava que la base del càlcul infinitesimal no estava formalitzada prou per fer front a paradoxes aparents, com ara una funció contínua, que ara no es pot diferenciar. Per solucionar aquest problema, Karl Weierstrass va introduir un nou formalisme consistent en substituir la noció intuïtiva de límit per una definició formal. La noció de límit més antiga era "quan la variable x varia i tendeix cap a, llavors f (x) tendeix cap a L", sense una definició precisa de "tends". Weierstrass va substituir aquesta frase per la fórmula
{\displaystyle (\forall \epsilon >0)(\exists \eta >0)(\forall x)\;|x-a|<\eta \Rightarrow |L-f(x)|<\epsilon ,}
en què cap de les cinc variables es considera variable.
Aquesta formulació estàtica va conduir a la noció moderna de variable que és simplement un símbol que representa un objecte matemàtic que o bé es desconeix o que pot ser substituït per qualsevol element d'un conjunt determinat; per exemple, el conjunt de nombres reals.